# 藝術間

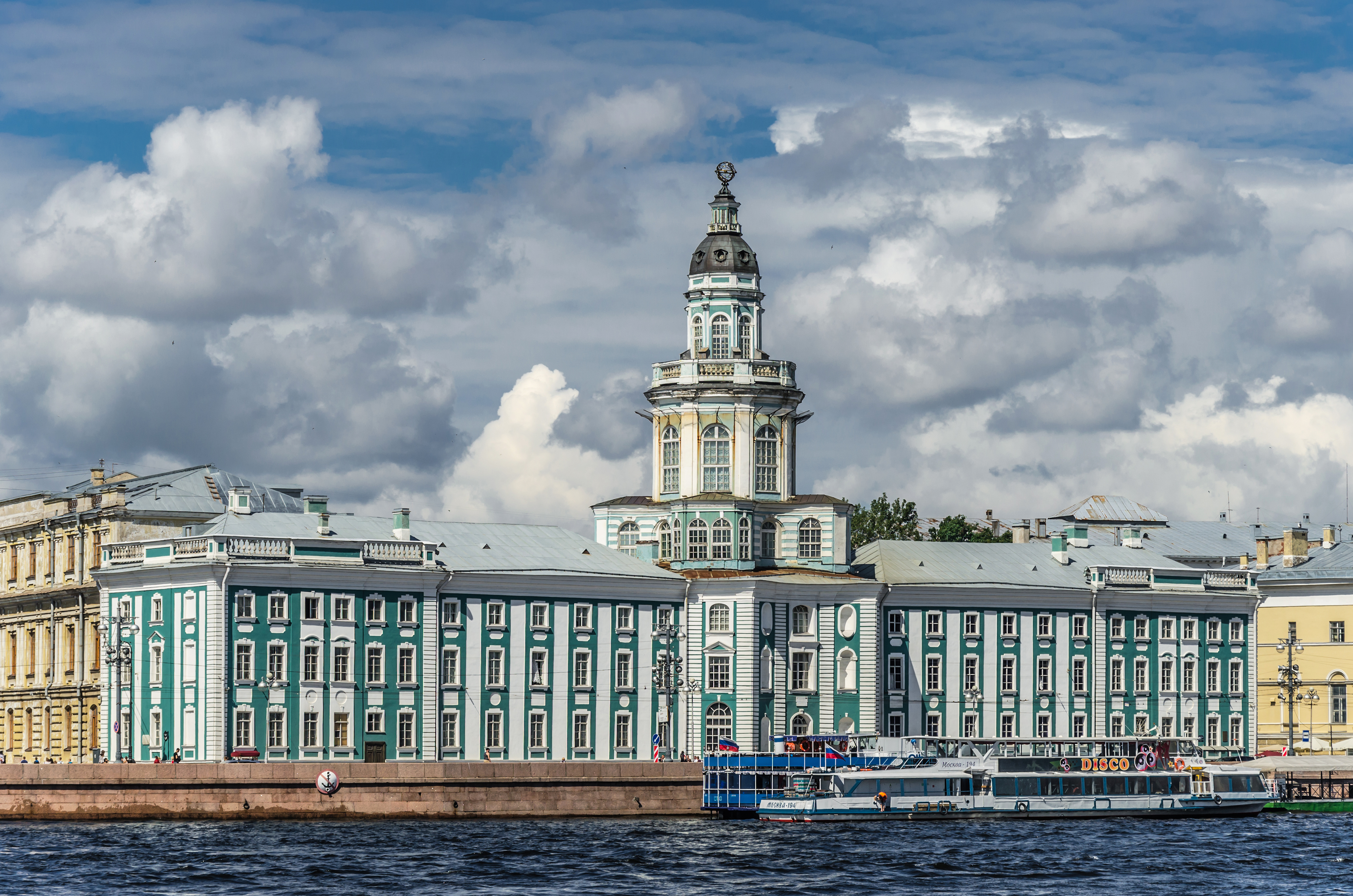
藝術間

彼得大帝人类学与民族学博物馆，又名艺术的房间是俄羅斯的首座博物館，位於俄羅斯聖彼得堡。

## 历史
藝術房間創建於1714年。現在這裡是俄羅斯國立人類學民族學博物館的展館之一。

## 外部連結
- Official website of the Kunstkamera （页面存档备份，存于） （英文）
- Kunstkamera, Peter the Great Museum of Anthropology and Ethnography (Saint Petersburg) （页面存档备份，存于）
- Photo (1024 × 768) （页面存档备份，存于）
- Peter’s collection lives on: Russia's oldest museum marks 300th birthday （页面存档备份，存于）

59°56′30″N 30°18′16″E / 59.94167°N 30.30444°E